# 聖克魯斯島 (美國)
聖克魯斯島（英語：Santa Cruz Island）是美國加利福尼亞州的島嶼，位於太平洋海域，由聖巴巴拉縣負責管轄，屬於海峽群島的一部分。該島長35公里、寬10公里，面積250平方公里，最高點海拔高度740米，是美国本土岛屿中海拔最高者。该岛是海峡群岛国家公园的一部分，岛上生活着海峡群岛特有的岛屿灰狐。

## 外部連結

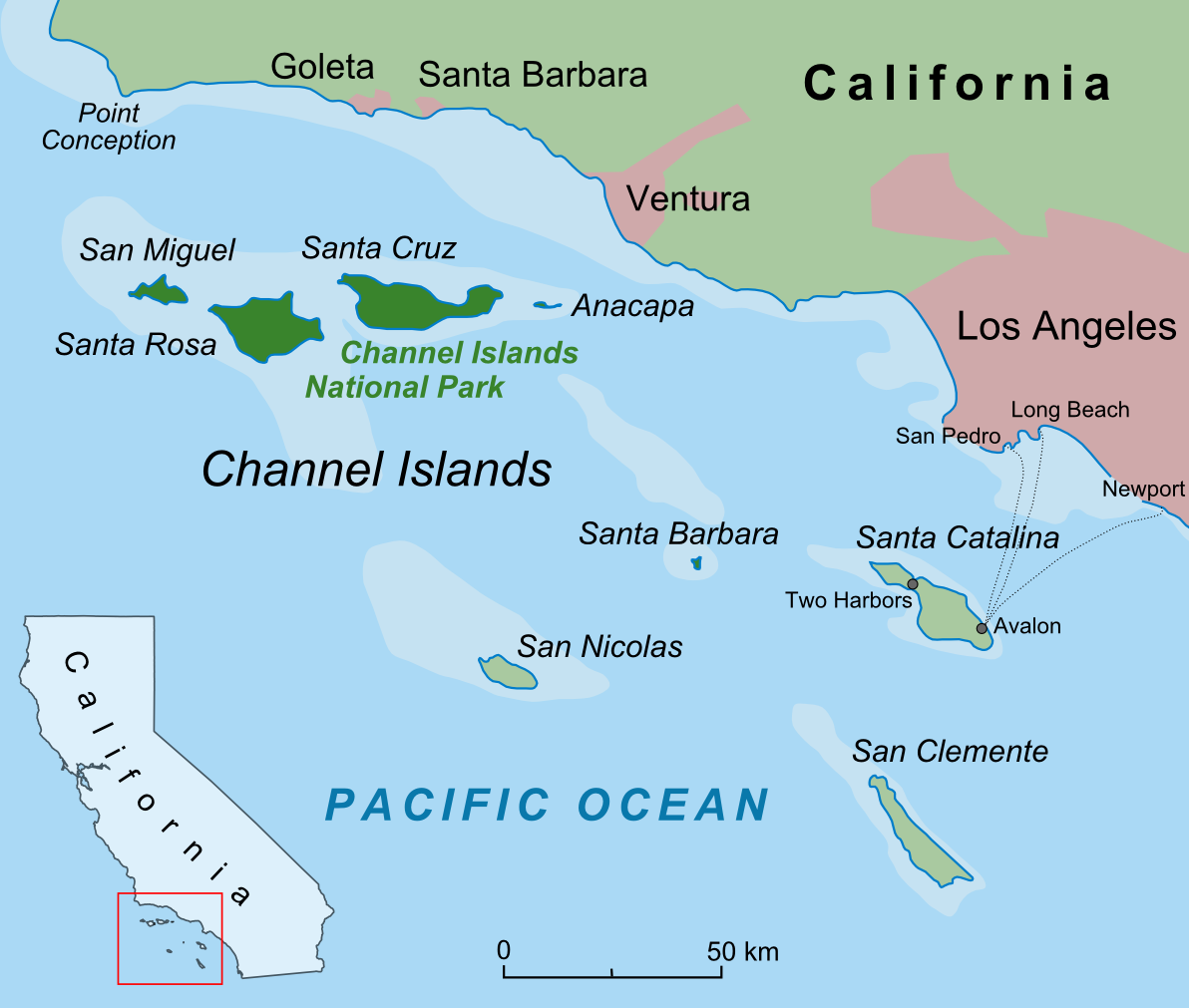
聖克魯斯島以Santa Cruz標示

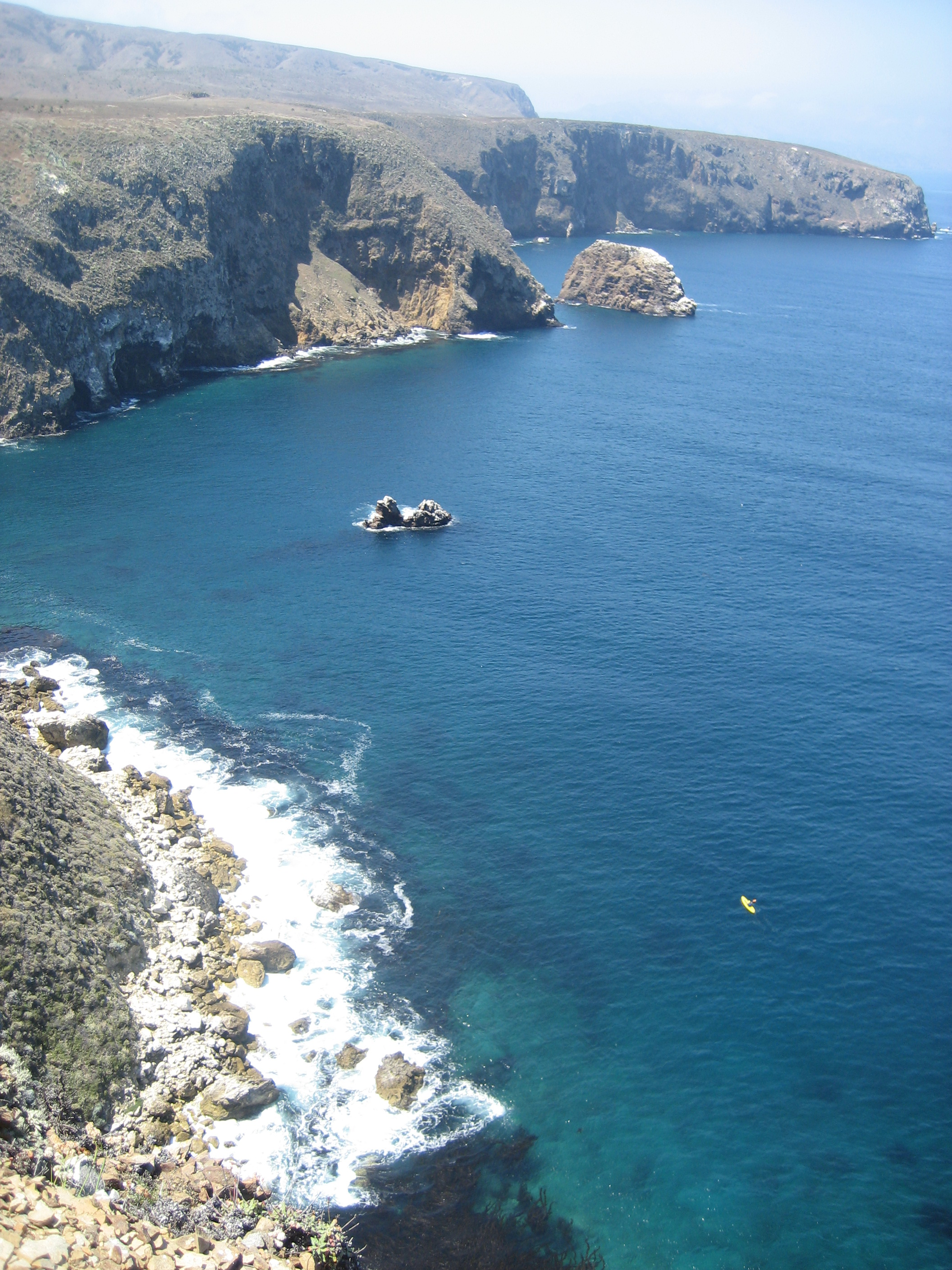

- The Nature Conservancy: Santa Cruz Island
- Santa Cruz Island Foundation
- Santa Cruz Island Channel Islands National Park （页面存档备份，存于）
- Santa Cruz Island Sea Caves Map （页面存档备份，存于）
- Volunteer on Santa Cruz Island!  （页面存档备份，存于）

34°00′13″N 119°43′35″W / 34.00361°N 119.72639°W